# Mont Hasan
Le mont Hasan (turc : Hasan Dağı) est un volcan situé dans les provinces de Niğde et Aksaray, en Turquie.
C'est un stratovolcan actif, qui a connu deux éruptions durant l'Holocène et présente actuellement une activité fumerollienne à son sommet. Malgré ses dangers potentiels, il ne fait l'objet d'aucune surveillance.